# Fällan
Fällan (originaltitel:  The Narrows) är en roman av Michael Connelly. Boken kom ut 2004 på originalspråk och 2005 översatt till svenska.

## Handling
FBI-agenten Rachel Walling får till slut det samtal som hon har fruktat i åratal: nämligen att den mest beryktade av alla seriemördare - Poeten - har återvänt. Han har inte glömt henne och han har en present åt henne.
För många år sedan arbetade hon med det berömda fallet då den före detta FBI-agenten Robert Backus gäckade polisen genom att efterlämna små diktstrofer av Edgar Allan Poe i de avskedsbrev som hittades vid mordoffren (Poeten, på svenska 1998).
Samtidigt kontaktas Harry Bosch av änkan till den före detta FBI-agenten Terry McCaleb (Blodspår, på svenska 1998) för att reda ut om McCalebs död var självmord eller mord. Spåren leder till en massgrav i den ödsliga Nevadaöknen och vidare till det glittriga Las Vegas.
Harry Bosch börjar misstänka att Poeten har något med det hela att göra. Det visar sig att Poeten är ute efter sin gamle kollega. Med hjälp av Walling försöker Bosch en gång för alla fånga Poeten.